# 라이프스캔
라이프스캔(LifeScan, Inc.)은 당뇨병 시장, 특히 혈당 모니터링시스템에 중점을 둔 제품을 갖춘 진단시스템 제조업체이다.
라이프스캔은 Johnson & Johnson (J&J) 회사이었다. 라이프스캔사는 1986년 J&J에 인수되었으나, J&J가 2018년 6월, 당뇨병 검사기 시장에서 전략적 출구를 하기로 결정함으로 인해 라이프스캔을 플래티넘 에퀴티(Platinum Equity)에 매각하기로 결정했으며, 2018년 10월에 $2.1 billion에 완료되었다.
라이프스캔은 가정용 혈당측정제품을 만들어 판매한다. 회사 철학은 "당뇨로 고생하는 사람들에게 제한없는 세상을 만드는 것"이다. 라이프스캔은 "원터치"시스템을 도입하여 혈당 측정에 혁신을 일으켰다. 1990년대 초 라이프스캔은 혈액 샘플의 포도당 함량에 따라 색상이 변하는 테스트 스트립(test strips)을 사용하여 혈당을 측정하는 제품을 내놓았고 이러한 방식의 측정기 시장에서 세계 최고의 생산자가 되었다. 나중에 라이프스캔은 측정 기술을 전기 화학적인 방식으로 바꾸었으며 업계 선두 자리를 계속 유지했다.
라이프스캔은 스코틀랜드 인버네스, 버나비, 브리티시 컬럼비아, 캐나다; 및 푸에르토 리코의 카보 리호(Cabo Rojo)에 공장이 있다. 당뇨병 환자를위한 인슐린 펌프를 생산하는 펜실베니아주 웨스트체스터의 애니마스 코퍼레이션 (Animas Corporation) 은 2006년 존슨 앤 존슨 (Johnson & Johnson)에 의해 인수되어 현재 폐업되었지만 원래는 라이프스캔에 소속되어 있었다.
2018년 초 2400명의 종업원을 갖었던 라이프스캔은 J&J의 당뇨병 측정기 사업의 핵심 부분이었다. J&J는 전체 홈 혈당모니터링 산업과 마찬가지로 판매 실적이 좋지 않은 라이프스캔의 매각을 포함하여 2017년 당뇨병 기기 시장에서 나갈 계획을 발표했다. 2018년 1월, 중국 투자자들이 US$3 to 4 billion에 회사를 구매하는 데 관심을 표명했다는보고가 있었으며, 3 월에 플래티넘 에퀴티는 이에 비해 훨씬 작은 금액 인 US$2.1 billion에 인수 완료했다.